# Carlo e Luigi Rigola
I fratelli gemelli Carlo Rigola (Milano, 27 luglio 1883 – Cantù, 25 novembre 1949) e  Luigi Rigola (Milano, 27 luglio 1883 – Cantù, 24 ottobre 1942) sono stati due scultori e decoratori italiani.

## Biografia
I fratelli gemelli, Carlo e Luigi, hanno sviluppato entrambi qualità artistiche, tanto da condividere per tutta la vita scelte, esperienze e riconoscimenti. Nati in via Brera, proprio di fianco all'Accademia, vissero il clima artistico dell'inizio Novecento che vedeva in Lodovico Pogliaghi la sua massima espressione artistica.
Ultimi di sei fratelli (uno tra i quali, architetto, fu fiduciario della Banca Commerciale Italiana), si formarono all'Accademia di Brera nel 1898 per diplomarsi nel 1904 sotto la presidenza di Camillo Boito.

### Gli inizi
Fu proprio Lodovico Pogliaghi ad accorgersi delle capacità dei gemelli Rigola. Ugo Nebbia nel libro dedicato a Pogliaghi scrive che il Maestro "ha saputo crearsi validi aiuti, trasformando sovente gli allievi in fedeli collaboratori,... tra questi ricordo i gemelli Rigola".
Il loro tirocinio inizia con la partecipazione ai lavori per le Porte Centrali del Duomo di Milano, opera principe di Pogliaghi. Sotto la direzione del maestro, iniziano la preparazione delle formelle in gesso che compongono la porta, come ricorda Aldo Carpi in un suo scritto e come scrive Rossana Bossaglia in un libro dedicato alle sculture del Duomo di Milano.
Nel 1905 eseguono la porta bronzea della edicola Giudici al Cimitero Monumentale di Milano, lavoro architettonico di Paolo Mezzanotte.

### La collaborazione con il Pogliaghi
Nel 1912 la Veneranda Fabbrica del Duomo li chiama per eseguire il progetto, i gessi, curare la fusione a cera persa e la cesellatura della nuova base bronzea dell'Altare Maggiore del Duomo di Milano i cui gessi sono conservati nel Museo del Duomo di Milano. In questi anni collaborano a vari lavori del Maestro Pogliaghi, tra i quali:
- gli Angeli portalampade del Santuario del Sacro Cuore a Bussana (vicino a Sanremo);
- gli Angeli e putti con festoni della Cappella Cybo nel Duomo di Genova;
- i modelli delle lesene del Duomo di Chiavari;
- la collaborazione per il gruppo della Concordia sull'Altare della Patria.

Partecipano alla prima guerra mondiale e Carlo resta nelle trincee del Carso per quasi 5 mesi, periodo caratterizzato da un fitto scambio di lettere col Maestro.
Nel 1919 vengono incaricati di realizzare il monumento ai caduti di Rovellasca, monumento che verrà fuso durante la seconda guerra mondiale per ricavarne bronzo per cannoni.

### Il busto di Bortolo Belotti
Nel 1921 realizzano il monumento ai caduti di Zogno (Bergamo) commissionato dal deputato del Regno d'Italia Bortolo Belotti, ministro del Commercio e Industria nel 1920-21.. Questo monumento viene definito come uno dei più belli della bergamasca e si merita la pagina illustrata della Domenica del Corriere.

### La Fonderia artistica
Carlo e Luigi Rigola decisero di aprire una fonderia, che gli permettesse di realizzare con più facilità le loro opere e di ampliare la produzione nel campo degli accessori per mobili e ornamenti per monumenti funebri. Con questo riuscirono ad avviare un'attività parallela a quella rivolta alla pura arte scultorea.
Nel 1921, insieme ad altri due soci (Magni e Airoldi), fondano la "Fratelli Rigola e C.", che nei primi anni di attività li porto a produrre tutti quegli accessori per mobili ed ornamenti richiesti dal mercato canturino.
La nuova società conteneva anche un laboratorio di modellazione e cesello, che puntava ad una formazione professionale di giovani artigiani al pari di una scuola professionale, istituendo anche, dal 1927 al 1933, un corso presso la Scuola d'Arte di Cantù tenuto da Carlo sulla "modellazione in creta".

### Opere degli anni venti e trenta
Nel 1927 collaborano con Pogliaghi alla realizzazione degli Angeli portacandelabro nel Duomo di Pisa.
Negli anni venti-trenta realizzano per privati monumenti funebri per il Monumentale di Milano ed altri cimiteri del Comasco e Varesotto. Nel 1927-28 realizzano le statue della Scienza e della Fede poste ai lati dell'ingresso del Tempio Voltiano a Como.
Nel 1935 è ancora la Veneranda Fabbrica del Duomo a chiamarli per la realizzazione della statua in marmo della Santa Cecilia posta all'interno del Duomo di Milano (vedi archivio del Duomo).
Degli stessi anni sono i gessi preparatori per un altare nel collegio De Amicis di Cantù.

## Mostre
Presso il palazzo comunale del XIX secolo, "Villa Calvi", di Cantù è stata allestita nel 2008 una mostra sui due scultori canturini. Sono stati esposti gessi e bronzi, Tra questi ricordiamo i gessi degli Angeli costituenti la base bronzea dell'Altare Maggiore del Duomo di Milano, una formella delle porte centrali del Duomo di Milano e la statua della Santa Cecilia, statua posta su uno dei piloni interni del Duomo milanese.
Per l'occasione è stato edito un volume dedicato agli scultori: "Carlo e Luigi Rigola, scultori Canturini curato dall'architetto Tiziano Casartelli, curatore anche della mostra, ed è stato creato un sito a loro dedicato